# Hatch Outcrop
Hatch Outcrop är en bergstopp i Antarktis. Den ligger i Västantarktis. Inget land gör anspråk på området. Toppen på Hatch Outcrop är 45 meter över havet.
Terrängen runt Hatch Outcrop är platt. Havet är nära Hatch Outcrop norrut.  Trakten är obefolkad. Det finns inga samhällen i närheten.